# Parinoush Saniee
Parinoush Saniee (scris în persană: پرینوش صنیعی )  este o cunoscută scriitoare iraniană. Romanul ei ,, Cel care mă așteaptă” a fost tradus în 26 de limbi, iar traducerea în engleză realizată de Sara Khalili a fost listată de World Literature Today drept una dintre cele „75 de traduceri notabile ale anului 2013”. În 2010 a fost de asemenea tradus în Italia și recompensat cu prestigiosul premiu Giovanni Boccaccio.  Prin poveștile ei, Parinoush Saniee descrie viața dură pe care o trăiesc multe familii iraniene. 

## Biografie
Parinoush Saniee s-a născut în 1949, în Teheran. Tatăl ei, jurist și profesor la universitate, i-a pus la dispoziție biblioteca din casă, îndemnând-o să citească și să-și cultive pasiunea pentru literatură încă de când era copil. După absolvirea Facultății de Psihologie urmată la Universitatea din Teheran, Parinoush a muncit o perioadă pentru guvernul iranian, în cadrul Ministerului Muncii, și continua să profeseze ca sociolog și psiholog. A scris mai multe romane, printre care ,,Tatăl celuilalt copil", roman care s-a bucurat de un mare succes în Iran, după debutul cu volumul ,,Cel care mă așteaptă", în 2003. Deși inițial acest volum a fost interzis de două ori de regimul iranian, după publicare a cunoscut douăzeci și una de ediții succesive. În prezent, autoarea are alte câteva cărți ce își așteaptă publicarea, în cazul în care vor fi aprobate de comisia de cenzură din Iran. Parinoush Saniee este mama a doi fii, amândoi trăind în străinătate, și a devenit una dintre figurile cele mai cunoscute ale intelectualității iraniene. Lucrează la Ministerul Educației Tehnice și Vocaționale din Iran. 

## Cariera
Primul ei roman ,,Cel care mă așteaptă” povestește viața unei femei iraniene pe nume Massoumeh, în decurs de cincizeci de ani de istorie iraniană, de la regimul Reza Pahlavi la cel al lui Khomeini. Viața familiei sale este afectată în mod direct de represiunea și brutalitatea guvernelor succedate în cei 50 de ani ai lui Massoumeh.Deși cenzurat în Iran, romanul a devenit un succes internațional și a fost tradus în 26 de limbi. Versiunea în limba engleză a lui Sara Khalili a fost desemnată de World Literature Today  ca una dintre cele „75 de traduceri remarcabile ale anului 2013”. Ediția italiană a câștigat premiul Boccaccio 2010. În Spania, romanul a câștigat premiul Euskadi de Plata 2015. Parinoush Saniee a scris mai multe romane, printre care Tatăl celuilalt, ce s-a bucurat de un mare succes în Iran, după debutul cu volumul Cel care mă așteaptă, în 2003. Romanul ,,Tatăl celuilalt copil" a fost ecranizat și s-a bucurat de un mare succes în Iran. Cartea întruchipează povestea unui băiat care nu a putut vorbi până la vârsta de 7 ani. Ajuns la vârsta de 20 de ani, acesta descrie evenimentele vieții sale și subliniază ideea conform căreia tăcerea este adesea folosită de copii ca mod de a protesta. Dizabilitatea fizică a copilului creează o distanță între el și ceilalți. Relația cu tatăl său este deosebit de dificilă. Pe măsură ce observă și compară relația tatălui său cu fratele său mai mare, el începe să creadă că copiii „buni” și „inteligenți” precum fratele său mai mare sunt fiii taților lor. Copii ca el, care sunt „stângaci” și „problematici”, sunt fiii mamelor lor. Iubirea și înțelegerea pe care o oferă bunica lui îi oferă în cele din urmă curajul de a vorbi. 

### Traduceri
- Sahm-e man ("Cel care mă așteaptă", 2003)

- Traducere în italiană realizată de N. G. Monsef and Sepideh Rouhi, Quello che mi spetta (2010)
- Traducere în engleză realizată de Sara Khalili, The Book of Fate (2013)
- Traducere în germană realizată de Bettina Friedrich, Was mir zusteht (2013)
- Traducere în japoneză realizată de Syoichi Nasu, Shiawase no Zanzou (2013)
- Traducere în norvegiană realizată de Nina Zandjani, Det som ventet meg (2013)
- Traducere în spaniolă realizată de Gemma Rovira Ortega, El libro de mi destino (2014)
- Traducere în franceză realizată de Odile Demange, Le Voile de Téhéran (2015)
- Traducere românească de Cristina Ciovarnache, „Copilul Tatal celuilalt”, ed. Polirom 2013
- Pedar-e aan digari („Tatăl celuilalt copil")

-Traducere în norvegiană realizată de Nina Zandjani, Den stumme gutten (2014)
- Range-e Hambastegee (,,Aceeași culoare")
- Anhaa ke Raftand va Anha ke Mandand (,,Cei care au plecat și cei care au rămas")

-Traduceri în azeră de Masuma Shukurzadeh, Mənim Payım (2016) 

### Recenzii
-Recenzie realizată de Brandon Robshaw, în publicația britanică The Independent, la data de 20 iulie 2014;
-Recenzie realizată de Nancy Wigston in în publicația britanică Toronto Star, la data de 5 august 2014.
1. ↑  Parinoush Saniee (în engleză), 16 ianuarie 2023
2. ↑  Foarfă, Cristina (8 ianuarie 2013), "Am vrut să arăt viața unei generații în contextul ei istoric complicat, cu toate realitățile, fie bune sau rele" - Interviu cu Parinoush Saniee (în engleză), Bookaholic
3. ↑  Parinoush Saniee – The Susijn Agency (în engleză)
4. ↑  Parinoush Saniee (în engleză), 16 ianuarie 2023
5. ↑  Parinoush Saniee (în engleză), 16 ianuarie 2023